# Spilococcus parvicirculus
Spilococcus parvicirculus är en insektsart som beskrevs av Mckenzie 1960. Spilococcus parvicirculus ingår i släktet Spilococcus och familjen ullsköldlöss. Inga underarter finns listade i Catalogue of Life.